# Siniperca roulei
Siniperca roulei är en fiskart som beskrevs av Wu, 1930. Siniperca roulei ingår i släktet Siniperca och familjen Percichthyidae. IUCN kategoriserar arten globalt som otillräckligt studerad. Inga underarter finns listade i Catalogue of Life.